# Mercado Nacional de Ganados Jesús Collado Soto

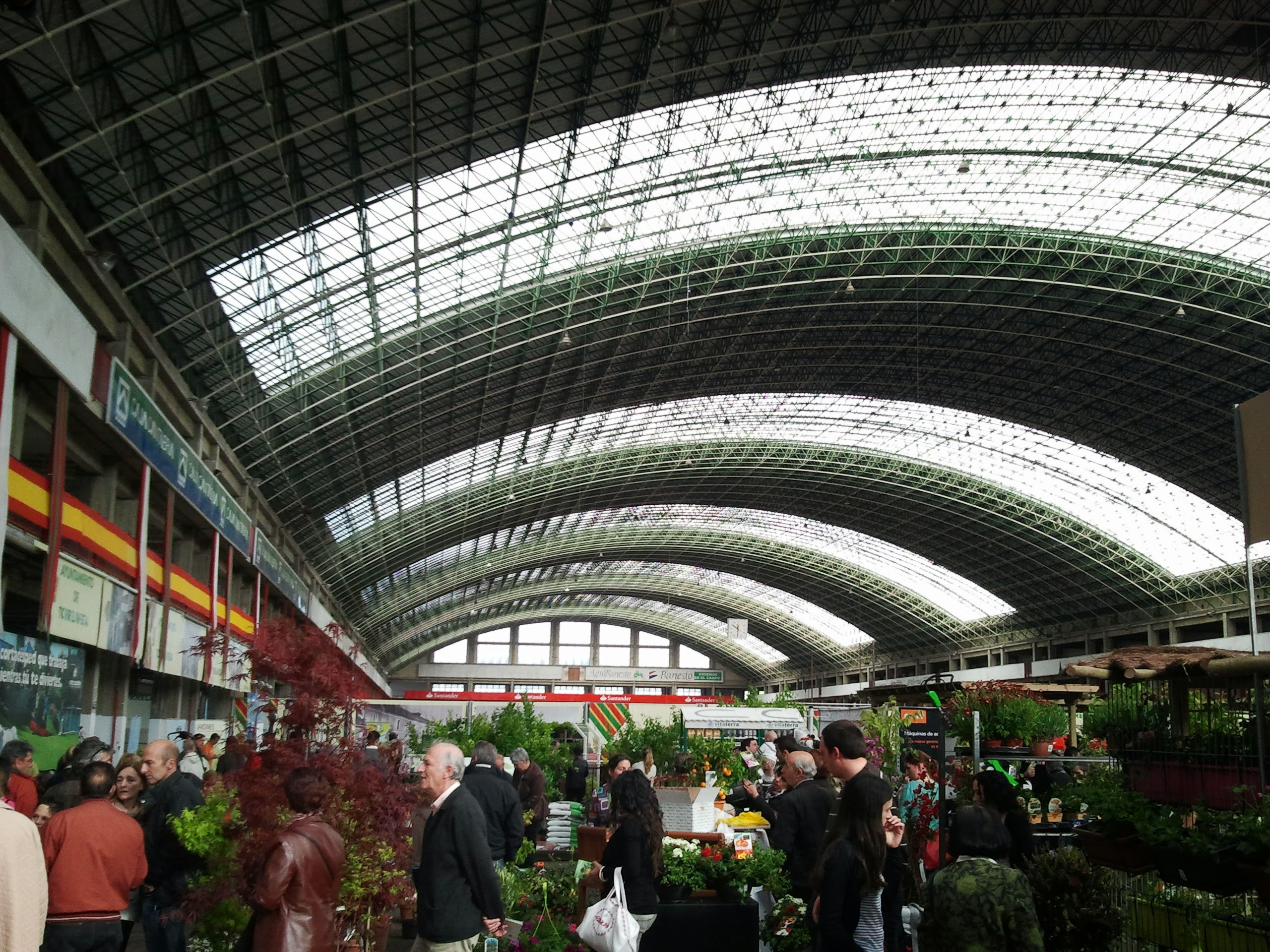
Vista de la gran cúpula metálica del Mercado de ganados de Torrelavega.

El Mercado Nacional de Ganados Jesús Collado Soto, también conocido como Mercado de Ganados de Torrelavega, El Ferial o coloquialmente como La Cuadrona, es un edificio terminado en 1973 y proyectado por el arquitecto Federico Cabrillo Vázquez y el ingeniero José Calavera Ruiz, situado en Torrelavega (Cantabria, España). Sus grandes dimensiones, hoy tan solo parcialmente utilizadas, lo convierten en uno de los mercados más grandes del mundo con un capacidad de amarre de 7000 reses.
Destaca la cubierta de la nave principal por su ligereza y valor estético, una enorme bóveda metálica de 250 metros de longitud y 60 metros de luz libre. Obra del ingeniero de Caminos, Canales y Puertos José Calavera Ruiz, recibió el Premio de la Convención Europea de la Construcción Metálica Sercometal (1975) a la mejor construcción metálica por su gran cúpula sin pilares interiores que daba mayor espacio y lo hacía más funcional.

## Uso y dimensiones
El mercado está compuesto por las siguientes secciones:
- Nave principal para venta de reses: 15 000 m²;
- Nave secundaria para ordeño: 3500 m²;
- Muelles de carga y descarga: 7500 m²;
- Centro de higiene pecuaria y desinfección: 8500 m²;
- Otros servicios: 8500 m²;
- Aparcamiento exterior y lugar de mercado exterior: 120 500 m².

Además, parte del edificio está ocupado por el parque de bomberos municipal.